# Indira Col
Der Indira Col (auch Indira Col (West)) mit einer Scheitelhöhe von 5764 m über Meereshöhe ist ein Passübergang im östlichen Karakorum – 2 km von dem Punkt entfernt, an dem sich die militärisch kontrollierten Gebiete von Indien, Pakistan und China treffen.

## Lage
Der Indira Col verbindet den Baltoro Muztagh im Westen mit dem Siachen Muztagh im Osten. Er bildet den tiefsten Punkt der sogenannten Indira Ridge („Indira-Berggrats“). Er trennt den Siachengletscher im Süden vom Urdokgletscher im Norden. Aktuell liegt der Pass in einem Gebiet, das zwischen Indien, Pakistan und China politisch umstritten ist und seit 1984 im Siachen-Konflikt zu mehreren bewaffneten Auseinandersetzungen bis ins Jahr 2003 geführt hatte. Der Pass ist geschlossen.
Aufgrund überhängender Abschnitte an seiner Nordseite eignet sich der Indira Col zur Überquerung nur in südlicher Richtung.
Westlich des Indira Col erhebt sich der Sia Kangri (7422 m). Weiter östlich liegen weitere Passübergänge auf der Indira Ridge: Der India Saddle (5980 m), der Indira Col (Ost) (5980 m) sowie der Turkestan La (Nord) (6020 m).

## Besteigungsgeschichte
1981 erreichte eine indische Expedition unter Col. N. Kumar den Passübergang.